# One Young World
One Young World är en icke vinstdrivande organisation, grundad 2009, som arbetar med att föra samman framträdande unga personer i syfte att de skall diskutera lösningar på världens globala problem och utmaningar. Organisationen, som är uppbackad av en rad internationella storföretag, anordnar en världsträff varje år i olika megastäder runt om i världen. 

## Partners och supporters
Enligt hemsidan är ett stort antal internationella storföretag "partners and supporters" med organisationen. Däribland Citibank, Coca-Cola, Pepsi, Nestlé, BP, Facebook, Microsoft, Western Union, General Electric, Johnson & Johnson, Siemens, BMW, Audi, McKinsey och Unilever. 